# Bodholmen
Bodholmen is een onbewoond cirkelvormig eiland in het Morjärvträsket. Het eiland heeft geen oeververbinding. Het heeft een oppervlakte van ongeveer drie hectare.